# Михаил Белчев
Вижте пояснителната страница за други личности с името Белчев.
Михаил Иванов Белчев е български поп певец, композитор, поет, сценарист, режисьор.

## Биография
Роден е на 13 август 1946 година в София. Завършва IV курс на ВМГИ, София и се дипломира със специалност „режисура“ и „телевизионна режисура“ в Драматическия факултет на Театрална академия „Черкасов“, Ленинград, СССР, (1972).
Като дете пее в хор „Бодра смяна“. Дебютът му като солист е с песента „Кати“ (1967). Става популярен с „Кой София с обич заля“ (златен медал за текст и изпълнение) на IX световен фестивал на младежта и студентите в София (1968). Година по-късно печели „трета награда“ и „специалната награда“ на Международния младежки фестивал „Червеният карамфил“ в Сочи.
Михаил Белчев изгражда собствен стил върху традициите на френския шансон. В началото на кариерата си пише текстовете, музиката и сам изпълнява своите песни. Сред популярните песни, които изпълнява, са: „Булевардът“, „Младостта си отива“ (муз. Найден Андреев) и „Не остарявай любов“ (муз. Хайгашот Агасян).
Автор е на музика за театрални постановки и филми. Сценарист и режисьор е на телевизионни филми за Вили Казасян, Недялко Йорданов и др., както и на Първи телевизионен пантомимичен спектакъл „Кръговрат“, на „Време е да те обичам“ – филм за Мариана и Тодор Трайчеви.
Работил е в Главна дирекция „Българска музика“ – артист и солист; Завод за грамофонни плочи „Балкантон“ – зам.-главен редактор; „Концертно-артистичен център“, при Министерство на културата – режисьор; Национален пресклуб „София Прес“ – режисьор; „Национален дворец на културата“ – режисьор в дирекция „Художествено-творческа дейност“; ОКИ „Столична библиотека“ – директор.
Автор е на музиката и стиховете за документалните филми „Един филм за Васил Попов“ и „Песента на житната сламка“ – студио „Екран“.
Член на Управителния съвет на Съюза на българските писатели (2007).
За песните си получава първи награди от фестивала „Златният Орфей“ през 1969, 1984, 1990, 1998 година. Същата награда за цялостно творчество му е присъдена през 1996 година.
От средата на 70-те години на 20-и век е сред най-продуктивните и талантливи автори на текстове в българската поп и рок-музика. Негови са текстовете на шлагери като „След десет години“, „Жалба за младост“, „И утре е ден“ и много други (повече от 200).
През годините работи с изтъкнати композитори като Зорница Попова, Александър Бръзицов, Борис Карадимчев, Мария Нейкова, Стефан Димитров, Найден Андреев, Стефан Диомов, Хайгашот Агасян, Щурците, ФСБ, Импулс, Огнян Георгиев и др.
Има многобройни отличия за текстове, сред които са „По първи петли“ – „Златният Орфей“80 – II награда, „Моя любов“ – „Златният Орфей“84 – I награда, „Огън и дим“ – „Златният Орфей“97 – Голямата награда, „Пак ще се прегърнем“ – „Мелодия на годината“ 83...
Белчев е автор на повече от 50 песни, сред които най-популярни са „Булевардът“ (по текст на Миряна Башева, която често се приема като неофициален химн на столицата и заради която бива удостоен със званието „Почетен гражданин на София“), също „Двойникът“, „Къде сте, приятели“ и др.
Дал е заглавия на множество албуми на известни български изпълнители – „След десет години“ на ФСБ, „Майчице“ на Георги Христов, „Пътят“ на Ваня Костова, „Готови ли сте за любов“ на Лили Иванова, „Ще продължавам да пея“ на Йорданка Христова, „Хиромантия“ на Милица Божинова.
БНТ е осъществила 8 филма с негови песни: „Къде сте, приятели“, „Двойник“, „Канто либре“, „Щурец на паважа“, „Късна любов“, „Бяла истина“, „Един наивник на средна възраст“ – в поредицата „Умно село“ и „Музикални следи – Михаил Белчев“.
Гастролирал е в СССР, ГДР, Полша, Чехословакия, Румъния, Италия, Франция, Испания, Западен Берлин, САЩ и Канада.
Има издадени 8 книги със стихове.
За Михаил Белчев са писали: Благовеста Касабова, Атанас Свиленов, Георги Константинов, Петър Караангов, Генчо Гайтанджиев, Любомир Левчев, Владимир Каракашев, Юлиан Вучков, Бранко Ристич.
Присъства в енциклопедиите за поп и рокмузика в България, в „Кой кой е в световната попмузика 1996/1997 г.“ на Кеймбриджкия библиографичен център, в „Кой кой е в България 1998 г.“, в Български енциклопедичен речник „GABEROFF“.

## Награди и отличия

### Официални отличия
- 1982 – орден „Кирил и Методий“, I степен
- 1986 – медал за заслуги към Българския олимпийски комитет
- 1987 – почетно звание „Заслужил артист“
- 2004 – звание „Почетен гражданин на София“[4]
- 2009 – избран за академик на Българската академия на науките и изкуствата[5]
- 2010 – орден „Св. св. Кирил и Методий“ с огърлие за особено значимите му заслуги в областта на културата[6]
- 2011 – почетна награда „Златен век“ на Министерствоото на културата за заслуги към българската култура[7]
- 2018 – орден „Стара планина“[8][9]

### Музикални награди
За изпълнение
- 1969 – „III награда“ на Международния фестивал за младежка песен в Сочи, СССР
- 1969 – „Специална награда“ на Международния фестивал за младежка песен в Сочи, СССР
- 1969 – „I награда“ на фестивала „Златният Орфей“
- 1972 – „II награда“ на фестивала „Златният Орфей“
- 1979 – „II награда“ на фестивала „Златният Орфей“
- 1980 – „II награда“ на фестивала „Златният Орфей“

За текст
- 1980 – „II награда“ за текста на песента „По първи петли“ (м. Стефан Димитров) на фестивала „Златният Орфей“
- 1982 – „III награда“ – „Бронзов Орфей“ за текст за песента „Самота“ (м. Асен Гаргов) на фестивала „Златният Орфей“
- 1983 – „Сребърна лира“ за текст за песента „Докога“ (м. Александър Бръзицов) на фестивала „Братиславска лира“ в Братислава, Чехословакия
- 1983 – „Мелодия на годината“ за текста на песента „Пак ще се прегърнем“ (м. Александър Бахаров) в ТВ конкурс „Мелодия на годината“
- 1984 – „II награда“ за текст на песента „Докога“ на фестивала в Сопот, Полша
- 1984 – „II награда“ за текст на песента „Докога“ фестивала „Златният Орфей“
- 1984 – „I награда“ за текст на песента „Моя любов“ (м. Стефан Димитров) на фестивала „Златният Орфей“
- 1990 – „I награда“ за текст на фестивала „Златният Орфей“
- 1996 – „Голямата награда“ за цялостно творчество на фестивала „Златният Орфей“
- 1997 – „Голямата награда Златният Орфей“ за текст на песента „Огън и дим“ (м. Александър Кипров, Цветан Владовски, Данаил Драганов) на фестивала „Златният Орфей“
- 1997 – „I награда“ за текст на песента „С приятели е по-добре“ (м. Александър Кипров, Цветан Владовски, Данаил Драганов) на фестивала „Златният Орфей“
- 1997 – „I награда“ за текст за песента „Пиратски кораб“ на фестивала „Бургас и морето“
- 1998 – „Голямата награда Златният Орфей“ за текст на песента „Кажи ми докога“ (м. Валентин Пензов) на фестивала „Златният Орфей“

### Литературни награди
- 2004 – първи носител на националната литературна награда „Георги Джагаров“[10]
- 2008 – „Златна книга“ от Европейския форум на експертите в сътрудничество с Академия на международно признати лидери в науката и културата
- 2009 – награда „Следовник на народните будители“[11]

## Дискография

### Студийни албуми
- 1976 – „Михаил Белчев“
(LP, Балкантон – ВТА 1805)
- 1977 – „Двойник“
(LP, Балкантон – ВТА 2087)
- 1990 – „Преквалификация“
(LP, Балкантон – ВТА 12458)
- 1994 – „Човек за прегръщане“, песни по стихове на Михаил Белчев
(MC, Мега музика)
- 1996 – „Късна любов“
(CD, Мега музика – CD 20007)
- 2000 – „Мила моя“
(CD, Мега музика – MM CD 20040)
- 2004 – „Булевардът“
(CD, Михаил Белчев)
- 2008 – „Прераждане“
(CD, Gaberoff)
- 2009 – „Хитове“
(2 CD, Stefkos Music – SM0902121)

### Миниалбуми
- 1969 – Паша Христова – „Цяла нощ“/ Михаил Белчев – „Кати“
(SP, Балкантон – ВТК 2877)
- 1970 – „Пеят наши и чужди изпълнители“
(EP, Балкантон – ВТМ 6247)
- 1970 – „Михаил Белчев“
(EP, Балкантон – ВТМ 6224)
- 1972 – „Михаил Белчев и Емилия Лазарова“
(EP, Балкантон – ВТМ 6523)
- 1981 – Михаил Белчев – „Звездите имат свои имена“/ Лили Иванова и Асен Гаргов – „Звездна песен“
(SP, Балкантон – ВТК 3645)
- 1988 – „Хайгашот Агасян. Добри познати“
(SP, Балкантон – ВТК 3927)
- 2007 – „Изпята поезия“
(CD, Съюз на българските писатели)